# Диоп, Пап Малик
Папа Малик Диоп (фр. Pape Malick Diop; 29 декабря 1974, Шериф-Ло) — сенегальский футболист. Играл на позиции защитника. Играл за французские клубы «Страсбур», «Лорьян», «Генгам», «Мец», сенегальскую команду «Жанна д’Арк» и швейцарский «Ксамакс».

## Международная карьера
Папа Малик Диоп попал в состав сборной Сенегала на Чемпионате мира 2002 года. Из 5-и матчей Сенегала на турнире Диоп появлялся в стартовом составе команды во всех пяти: в играх группового турнира против сборных Франции, Дании, Уругвая, во встречах 1/8 финала со Швецией и 1/4 финала с Турцией. В игре с датчанами Диоп был капитаном команды, в матче со шведами он был заменён на 66-й минуте на защитника Хабиба Бея.

## Достижения

### Клубные
Страсбур
- Обладатель Кубка Франции (1): 2000/01

Лорьян
- Обладатель Кубка Франции (1): 2001/02